# Persillé
Pour les articles homonymes, voir Persillé (homonymie).
« Persillage » redirige ici. Ne pas confondre avec persillade.
Le persillé est une propriété que l'on trouve chez certaines viandes et charcuteries. Ce terme, essentiellement gastronomique (et par là même surtout appliqué aux viandes destinées à la consommation humaine) indique le degré d'infiltrations de graisse se trouvant au sein même du tissu musculaire. En général, un persillé élevé rend la viande plus tendre, fondante, savoureuse et, aussi, plus riche en graisse. Lors d'une cuisson à la plancha, directement sur une planche de métal ou de pierre (à la pierrade), cette graisse supplémentaire permet de cuire la viande dans son propre gras.
Le persillé est aussi visible, et est même apprécié, chez certaines charcuteries, comme le jambon ou la cecina.

Quelques viandes et charcuteries, montrant leurs différents persillés
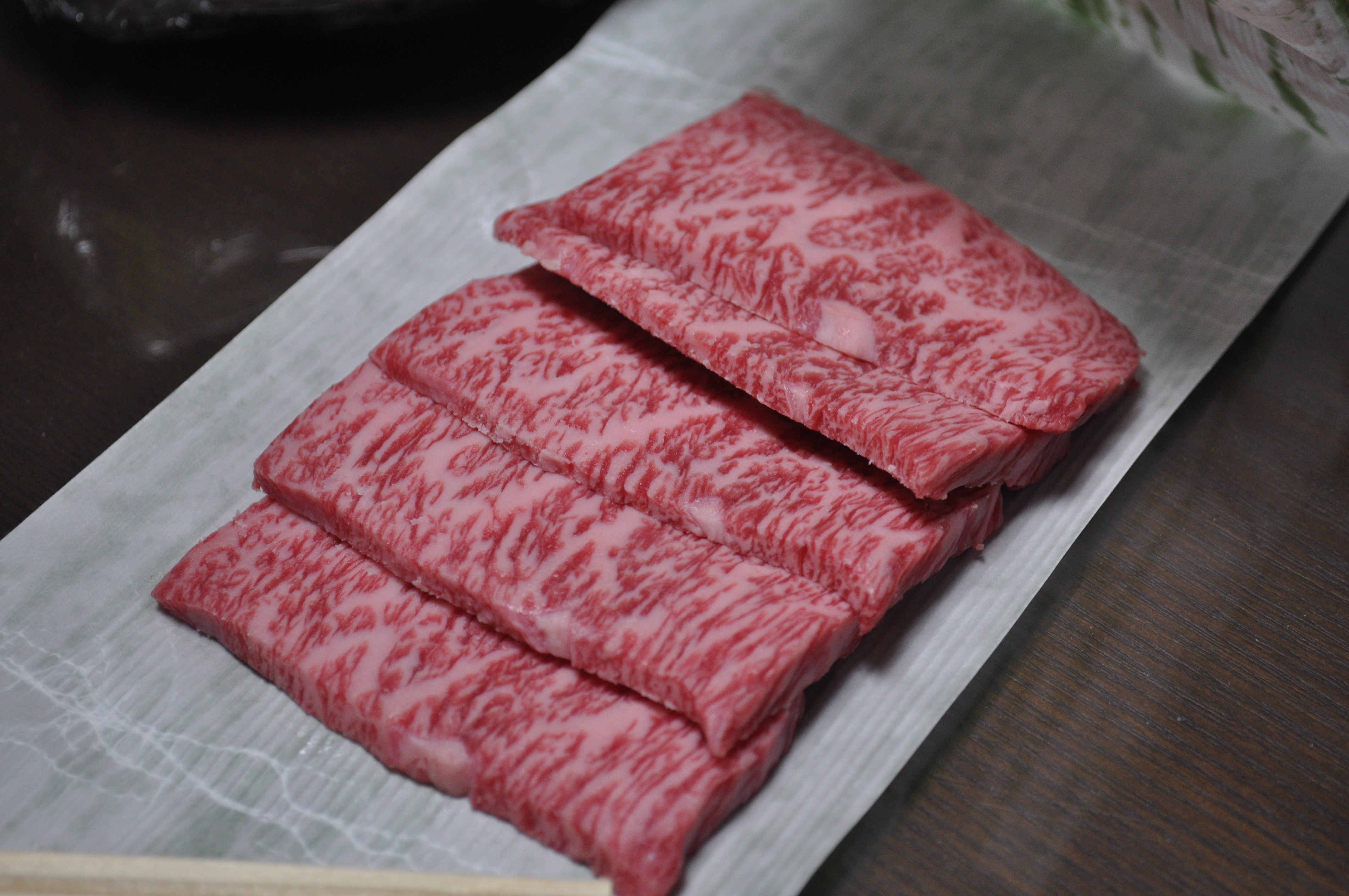
Bœuf de race wagyu (Japon), l'une des viandes les plus persillées.
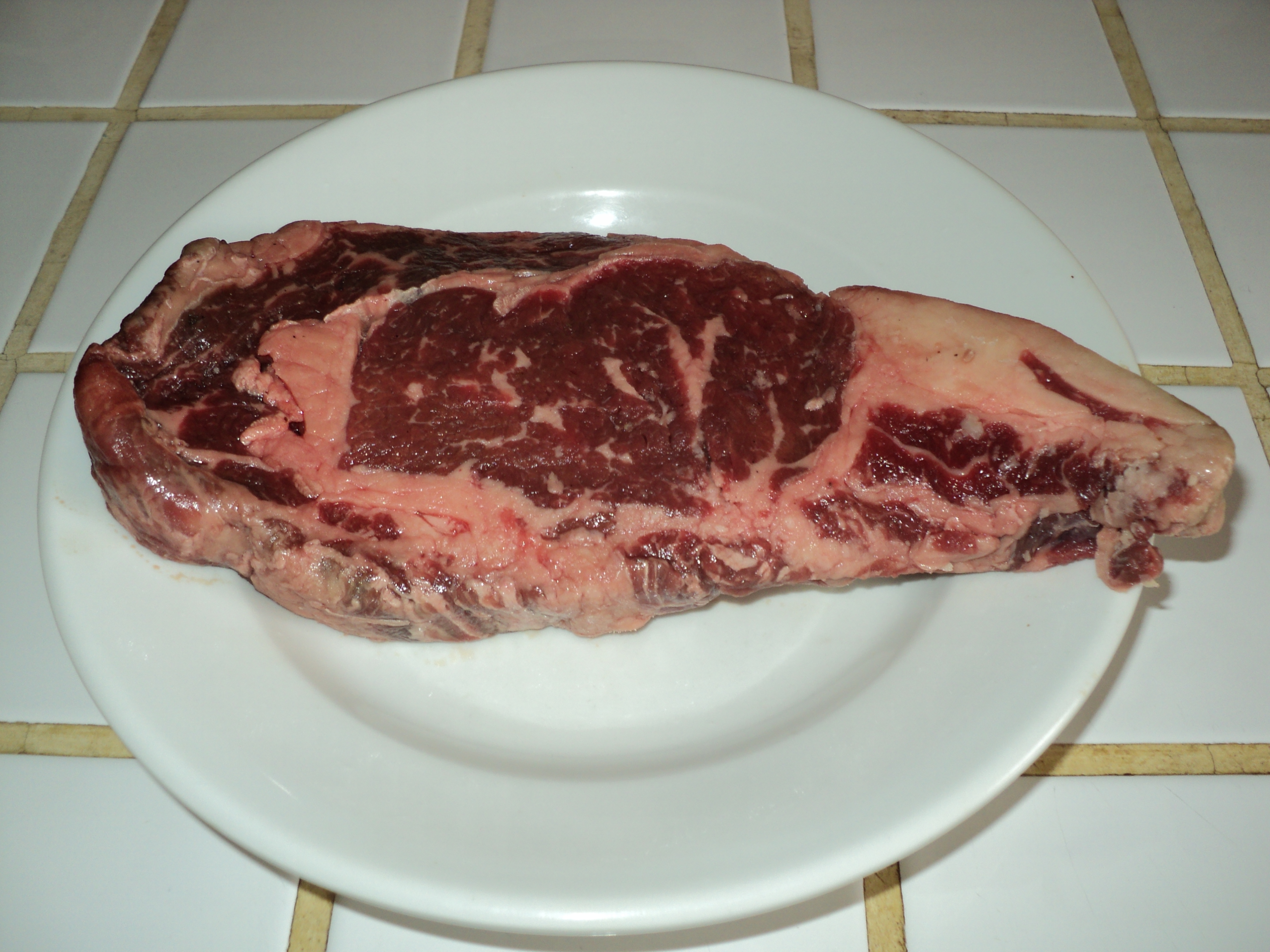
Bœuf de race simmental (Suisse), au persillé très prononcé.
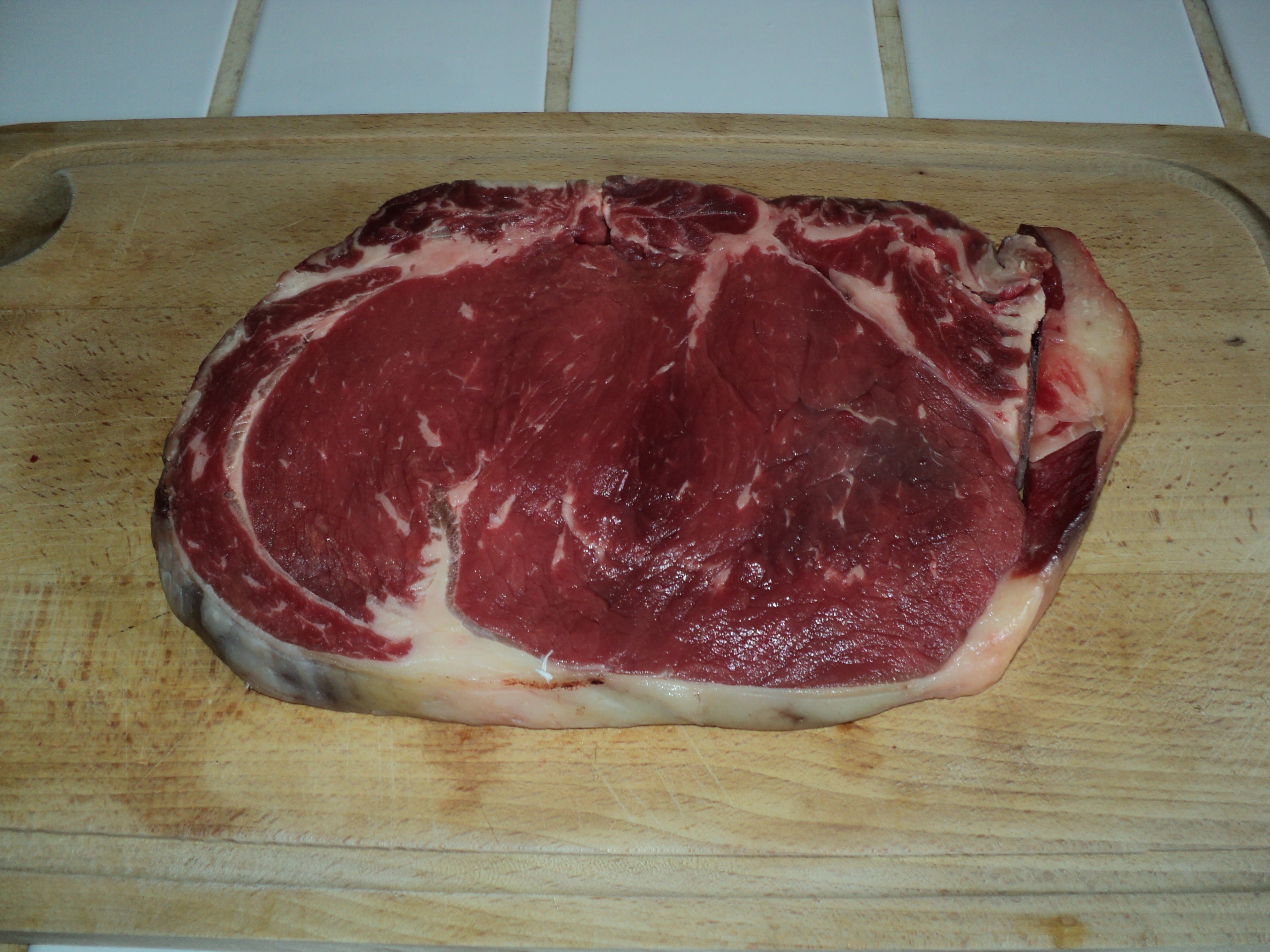
Une tranche de faux-filet, légèrement persillée.
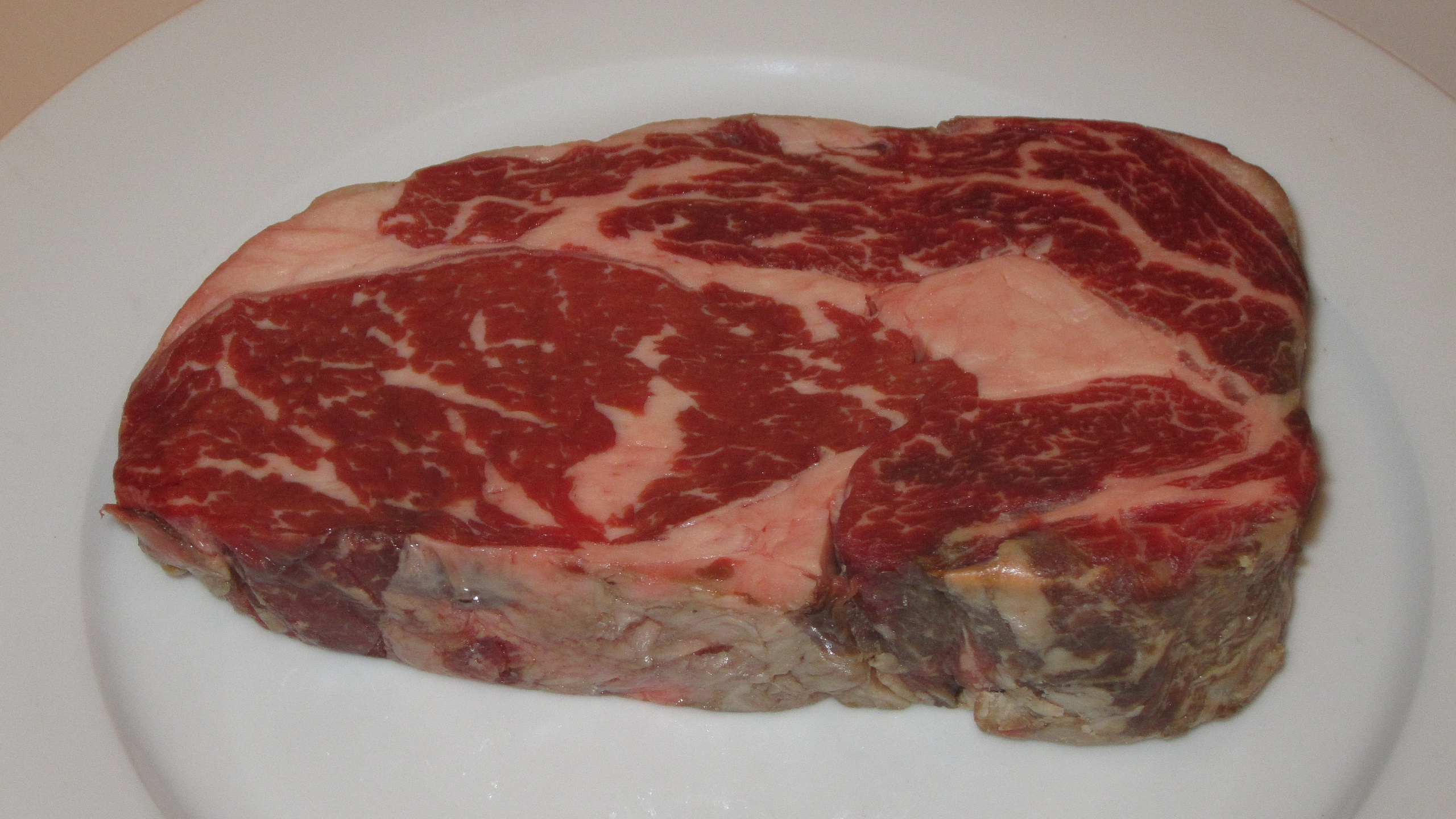
Une entrecôte au persillé clairsemé.
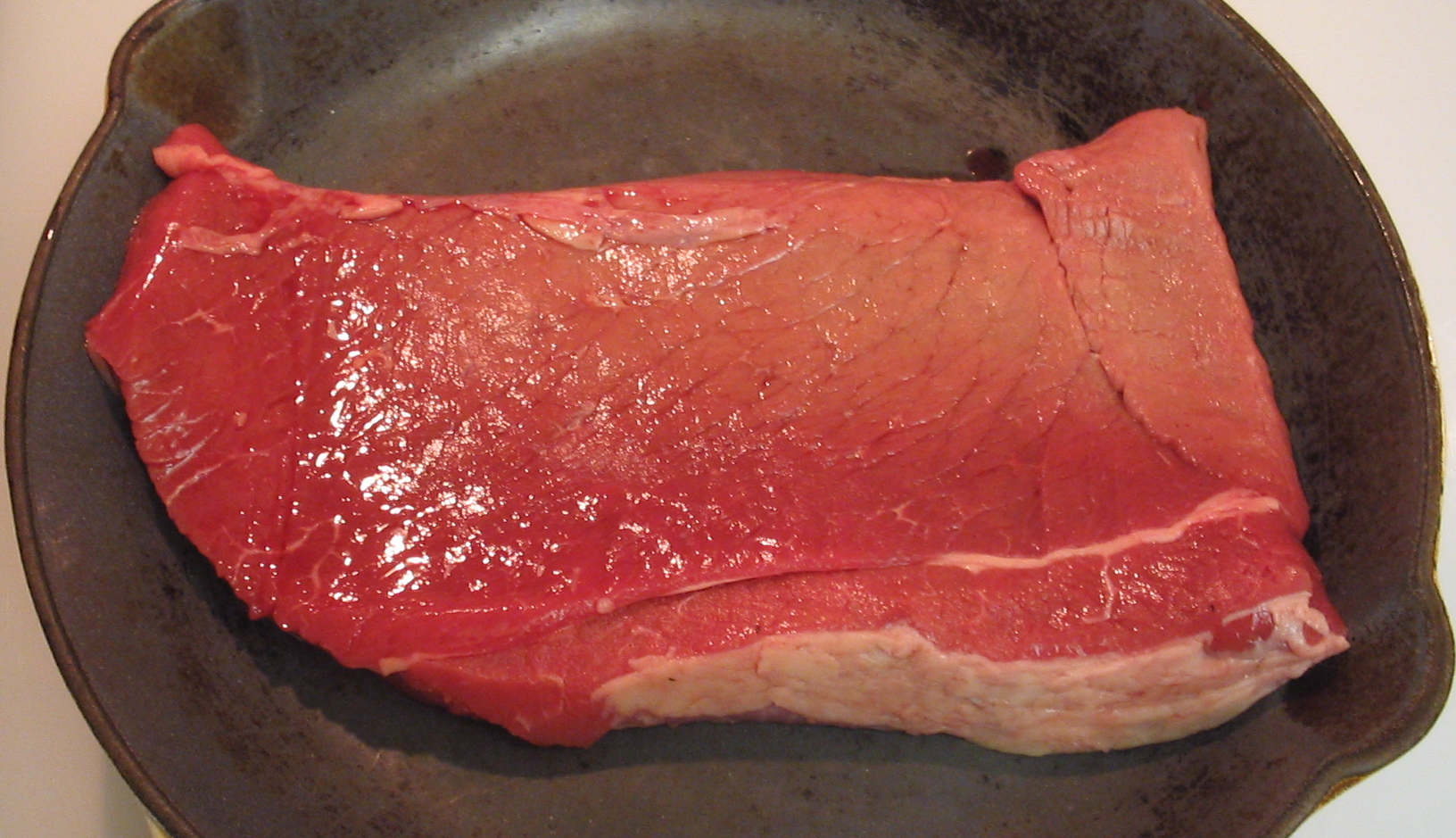
Une tranche de rumsteck, viande maigre très peu persillée.